# La dama de Chez Maxim's
La dama de Chez Maxim's er en italiensk stumfilm fra 1923 af Amleto Palermi.

## Medvirkende
- Carmen Boni
- Alfredo Martinelli
- Pina Menichelli
- Ugo Gracci
- Marcel Lévesque
- Arrigo Marchio